# Saint-Martin-de-Villeréal
Saint-Martin-de-Villeréal – miejscowość i gmina we Francji, w regionie Nowa Akwitania, w departamencie Lot i Garonna.
Według danych na rok 1990 gminę zamieszkiwało 112 osób, a gęstość zaludnienia wynosiła 14 osób/km² (wśród 2290 gmin Akwitanii Saint-Martin-de-Villeréal plasuje się na 1064. miejscu pod względem liczby ludności, natomiast pod względem powierzchni na miejscu 1204.).